# Манас (университет)
Кыргызско-Турецкий университет «Манас» (кирг. Кыргыз-Түрк «Манас» Университети, тур. Kırgızistan-Türkiye "Manas" Üniversitesi) — высшее учебное заведение, расположенное в городе Бишкек. Назван в честь легендарного кыргызского героя — Манаса.
В рейтинге лучших университетов Азии на 2025 год (QS Asia University Rankings 2025), КТУ «Манас» занял 230-е место, возглавив список ВУЗов Кыргызстана.

## История
Университет “Манас” начал свою деятельность в 1997—1998 учебном году после утверждения уполномоченными органами обеих стран Договора « Об учреждении в столице Кыргызстана — г. Бишкек Кыргызско-Турецкого университета "Манас". Данное соглашение было подписано 30.09.1995 года Правительствами Турецкой Республики и Кыргызской Республики в г. Измир.
Университет проводит набор студентов из Кыргызстана по результатам вступительного экзамена, организованного Центром набора и распределения студентов. Студенты Турции набираются по результатам экзамена, проводимого Центром набора и распределения студентов Турецкой Республики. Студенты других тюркоязычных государств и народностей набираются по результатам экзамена, проводимого также Центром набора и распределения студентов Турецкой Республики для тюркоязычных государств.
В весеннем семестре 2023-2024 учебного года на 12 факультетах и в 1 профессиональной высшей школе обучаются 4393 студента. Также в институте продолжают обучение 380 магистрантов и докторантов.
Университет является юридическим лицом, имеющим также как и университеты Турции, научную автономию. Обучение в университете является бесплатным, помимо этого студентам выдается стипендия, а также лучшим студентам выдается отдельная стипендия за академическую успеваемость. Университет обеспечивает также учебными пособиями. Для студентов в студенческой столовой продается обед по льготным ценам. Функционируют студенческие общежития университета. Языками обучения в университете являются кыргызский и турецкий языки. Кроме того преподаются английский и русский языки.

## Факультеты
- Гуманитарный факультет
- Факультет естественных наук
- Факультет искусств
- Факультет экономики и управления
- Факультет коммуникации
- Инженерный факультет
- Ветеринарный факультет
- Сельскохозяйственный факультет
- Факультет спортивных наук
- Факультет туризма
- Факультет теологии[4]

## Высшая школа
- Высшая школа иностранных языков

## Награды
- Орден «Достук» (30 августа 2017, Кыргызстан) — «за особый вклад в развитие социально-экономического, духовного и интеллектуального потенциала Кыргызской Республики»[5].

## Известные преподаватели и выпускники
- Аманова, Роза
- Жигитов, Салижан
- Суюндуков, Артыкпай
- Эгизбаев, Уланбек